# Senegals flag
Senegals flag stammer fra den gang Senegal og Fransk Sudan i 1959 dannede den såkaldte Mali-føderationen. I det gule felt var den den gang en stiliseret, sort menneskefigur. Da Senegal gik ud af føderationen, erstattede man mennesket med en grøn frihedsstjerne. Flaget er åbenbart inspireret af den franske trikolore og udtrykker forbindelsen til Ghana og Guinea.
Senegals flag blev officielt taget i brug 20. august 1960.
| Flag | Spire Denne artikel om flag eller vexillologi er en spire som bør udbygges. Du er velkommen til at hjælpe Wikipedia ved at udvide den. |